# Гнилуша (приток Дона)
Гнилуша — река в России, протекает по Задонскому району Липецкой области. Левый приток Дона. Длина реки составляет 10 км, площадь водосборного бассейна 44,7 км².
Берёт начало из родника на северном склоне поросшей лесом балки. Протекает через посёлок Гнилуша.
Система водного объекта: Дон → Азовское море.

## Данные водного реестра
По данным государственного водного реестра России относится к Донскому бассейновому округу, водохозяйственный участок реки — Дон от города Задонск до города Лиски, без рек Воронеж (от истока до Воронежского гидроузла) и Тихая Сосна, речной подбассейн реки — бассейны притоков Дона до впадения Хопра. Речной бассейн реки — Дон (российская часть бассейна).
Код объекта в государственном водном реестре — 05010100812207000002041.